# 傑季馬尼夫卡 (薩夫蘭區)
48°4′2″N 29°59′40″E / 48.06722°N 29.99444°E
赫特馬尼夫卡（烏克蘭語：Гетьманівка）是位於烏克蘭西南部的村莊，由敖德萨州波季利斯克区的薩夫蘭市鎮負責管轄。該村始建於1792年，面積2.15平方公里，海拔高度175米，2001年人口407，人口密度每平方公里189.3人。